# Vis a vis: El Oasis
Vis a vis: El Oasis (também conhecida como El Oasis) é uma série de televisão dramática espanhola produzida pela Globomedia e FOX Networks Group España. É  apresentada tanto como uma série derivada quanto como quinta e última temporada da série Vis a vis, protagonizada por Maggie Civantos e Najwa Nimri, que estreou na FOX España em 20 de abril de 2020. A trama centra-se na relação entre as duas personagens principais, Macarena e Zulema, após saírem da prisão.

## Premissa
Macarena e Zulema decidem organizar um último grande assalto para roubar uma tiara de diamantes da filha de um narcotraficante mexicano, elas então se juntam a Goya, Triana e La Flaca (a "Equipe V"). No entanto, o plano não surge exatamente como o esperado.

## Elenco e personagens

### Principal
- Maggie Civantos como Macarena "Maca" Ferreiro - Pouco ou nada resta daquela mulher inocente que foi presa porque foi traída pelo amante. Depois de passar dois anos acompanhada de Zulema, ela agora quer deixar a vida de criminosa.[7][8]
- Najwa Nimri como Zulema Zahir - Depois de passar dois anos com Macarena, ela lhe oferece um último grande golpe para elas poderem seguir em frente.[7][8]
- Itziar Castro como Goya Fernandez, membro da gangue e namorada de Triana, tendo também aparecido na série antecessora.[7][8]
- Claudia Riera como Triana Azcoitia, a namorada de Goya e a mais nova que as outras membros da gangue.[7][8]
- David Ostrosky como Victor Ramallah, o pai narcotraficante de Katy.
- Lucas Ferraro como Cepo Sandoval Castro, o filho autista de Ama.
- Ana María Picchio como Ama Castro (episódios 1–5)[7][8][9]
- Ramiro Blas como Carlos Sandoval Castro (episódios 4, 5, 7)

### Recorrente
- Isabel Naveira como Laura Ros "La Flaca", membro da gangue e amiga de Macarena (episódios 1, 6).[5]
- Lisi Linder como Mónica Ramala, membro da gangue (episódios 1–6).[7][8]
- Alma Itzel como Kati Ramala[7][10]
- Fernando Sansegundo como agente Matías "Mati" Maneses (episódios 1–3).
- Iván Morales como agente Javier Colsa (episódios 1–4).
- José de la Torre como agente Pérez (episódios 1-2-3-4).
- Almagro San Miguel como Diego "Dieguito/Dieguinho" Ramala (episódios 1, 4, 6, 7).
- Lolo Diego como Apollo (episódios 1–6)
- Pablo Vázquez como Julián Quintanilla
- Natália Hernández como Elena
- Paula Gallego como Virginia "Vivi" Quintanilla
- Ismael Palacios como Lucas (episódios 5–7)

### Convidado
- Lou Cosette como garota ameaçada (episódio 1)
- Alejandro Pau como Carlos (episódio 1)
- Mat Cruz como David (episódio 1)
- Asier Iturriaga como Gabriel, namorado de Kati (episódios 1–4)
- Quique Medina como homem da discoteca (episódio 1)
- Carlos Bayona como Hugo, filho de "La Flaca" (episódios 1–6)
- Lidia Pérez como garçonete (episódio 1)
- Jaime Riba como amigo de Carlos (por telefone) (episódio 1)
- Verónica Ronda como psicóloga (episódios 2–3; 6)
- Rosa Álvarez como senhora Mendoza (episódios 2; 4)
- Daniel Chamorro como funcionário da Cruz do Norte (episódio 2)
- Manuel Gancedo como Paco (episódio 3)
- Lluís Altés como policial (episódios 3–4)
- Rubén Martínez como motorista (episódio 3)
- Laura Artolachipi como funcionária do cassino (episódio 4)
- Daniel Ortiz como Román Ferreiro Molina (episódio 5)
- Federico Pérez Rey como médico (episódio 5)
- Martina Pérez como Martina (episódios 5–7)
- Ignacio Hidalgo como Thiago (episódios 5–7)
- Guillermo Bedward como Eric (episódios 5–7)
- Jorge Roldán como estuprador (episódio 7)
- Jesús Castejón como Damián Castillo (episódio 8)
- Carmen Aceituno como policial (episódio 8)
- Teresa Arbolí como policial (episódio 8)
- David Pavón como funcionário do cemitério (episódio 8)
- José Luis Gallego Belaunde (episódio 8)

## Episódios

### Resumo
| Temporada | Temporada | Episódios | Episódios | Originalmente exibido | Originalmente exibido | Originalmente exibido |
| Temporada | Temporada | Episódios | Episódios | Estreia da temporada  | Final da temporada    | Emissora              |
| --------- | --------- | --------- | --------- | --------------------- | --------------------- | --------------------- |
|           | 1         | 8         | 8         | 20 de abril de 2020   | 8 de junho de 2020    | FOX España            |

### 1.ª Temporada (2020)
| N.º na temp. | Título (Título no Brasil)                                                        | Dirigido por       | Escrito por                                       | Exibição original   | Audiência (milhões) |
| --- | -------------------------------------------------------------------------------- | ------------------ | ------------------------------------------------- | ------------------- | ------------------- |
| 1 | "Como esos matrimonios que antes de separarse tienen un hijo" "Divórcio a vista" | Miguel Ángel Vivas | Lucía Carballal, J.M. Ruiz Córdoba & Iván Escobar | 20 de abril de 2020 | 169 000 (0,9%)      |
| Dois anos depois, Macarena quer deixar o mundo do crime, mas Zulema tem uma última missão em mente, e elas vão precisar de ajuda especializada.                 |                                                                                  |                    |                                                   |                     |                     |
| 2 | "La boda" "O casamento"                                                          | Miguel Ángel Vivas | Lucía Carballal, J.M. Ruiz Córdoba & Iván Escobar | 27 de abril de 2020 | 86 000 (0,4%)       |
| As garotas se disfarçam na festa de casamento para chegar até o cofre. Um flashback relembra o dia em que Zulema saiu da prisão.                                |                                                                                  |                    |                                                   |                     |                     |
| 3 | "Como te quiere una madre" "Amor de mãe"                                         | Sandra Gallego     | Lucía Carballal, J.M. Ruiz Córdoba & Iván Escobar | 4 de maio de 2020   | 88 000 (0,5%)       |
| Goya e Triana precisam se livrar da refém. A dona do hotel revela suas intenções ao filho. Macarena descobre que está sendo enganada.                           |                                                                                  |                    |                                                   |                     |                     |
| 4 | "Iguales o nada" "Iguais ou nada"                                                | Sandra Gallego     | Lucía Carballal, J.M. Ruiz Córdoba & Iván Escobar | 11 de maio de 2020  | 68 000 (0,4%)       |
| Macarena confronta Ama. Os policiais obrigam Zulema a mostrar onde estão os diamantes. O marido de Flaca aparece para salvá-la.                                 |                                                                                  |                    |                                                   |                     |                     |
| 5 | "La vida de los mosquitos" "A vida dos mosquitos"                                | Miguel Ángel Vivas | Lucía Carballal, J.M. Ruiz Córdoba & Iván Escobar | 18 de maio de 2020  | 49 000 (0,3%)       |
| Um flashback explica as alucinações de Zulema. Vivi descobre algo perturbador. Flaca se mete em uma roubada no hospital.                                        |                                                                                  |                    |                                                   |                     |                     |
| 6 | "Odio el sentimentalismo" "Odeio sentimentalismo"                                | Miguel Ángel Vivas | Lucía Carballal, J.M. Ruiz Córdoba & Iván Escobar | 25 de maio de 2020  | 42 000 (0,3%)       |
| Goya se lembra da própria adolescência quando vê Lucas sofrer bullying, e ele toma uma atitude desesperada. Ramala quer matar Mónica. Vivi pede ajuda a Zulema. |                                                                                  |                    |                                                   |                     |                     |
| 7 | "La línea roja" "Linha vermelha"                                                 | Sandra Gallego     | Lucía Carballal, J.M. Ruiz Córdoba & Iván Escobar | 1 de junho de 2020  | 52 000 (0,3%)       |
| Em um flashback, Macarena e Zulema passam um réveillon agitado. Ramala faz Macarena de refém para negociar o resgate da filha.                                  |                                                                                  |                    |                                                   |                     |                     |
| 8 | "¿Quién era Zulema Zahir?" "Quem foi Zulema Zahir?"                              | Sandra Gallego     | Lucía Carballal, J.M. Ruiz Córdoba & Iván Escobar | 8 de junho de 2020  | 29 000 (0,2%)       |
| Cepo revela uma forma de escapar do cerco de Ramala. Triana escolhe o amor acima de tudo. Zulema decide que prefere morrer lutando.                             |                                                                                  |                    |                                                   |                     |                     |

## Produção

### Desenvolvimento
Em 23 de janeiro de 2019, a FOX España informou que Vis a vis terminaria definitivamente em sua quarta temporada, encerrando todas as tramas da série. Após a transmissão do último episódio da série em 4 de fevereiro do mesmo ano, no qual as personagens Macarena e Zulema acabaram fugindo da prisão e assaltando uma joalheria de luxo, os fãs da série começaram a pedir uma série derivada que continuasse contando as aventuras das duas protagonistas. Assim, fizeram inúmeras vezes a sua petição parar nos Trending Topics através da rede social Twitter e organizaram diversos eventos e assinaturas.
A rede televisiva FOX España e as produtoras Globomedia e FOX Networks Group España começaram a realizar diversas reuniões para levantar a possibilidade de desenvolvimento de uma série spin-off. Ao concordarem que estavam dispostos a desenvolvê-la, perguntaram a Maggie Civantos e Najwa Nimri se estariam dispostas a participar do projeto interpretando suas respectivas personagens. Em entrevista concedida a um portal da internet, o criador e roteirista Iván Escobar declarou que a série dependia do que as atrizes decidissem.
Poucos meses depois, no dia 23 de maio de 2019, a FOX España e a Globomedia confirmaram oficialmente a produção da série derivada, que se chamaria El Oasis. Da mesma forma, foi anunciada a presença das atrizes Maggie Civantos e Najwa Nimri na série e foi anunciado que vários rostos da série original também seriam vistos ao longo dos oito episódios que iriam compor a única temporada.

### Roteiro
Os encarregados de escrever os roteiros dos oito episódios foram Iván Escobar (um dos criadores de Vis a vis), J. M. Ruiz Córdoba (escritor da terceira e quarta temporadas) e Lucía Carballal (escritora da quarta temporada). Depois de trabalhar na trama e nos roteiros da série por aproximadamente um ano, em meados de agosto enviaram os roteiros dos episódios aos atores, embora as versões finais dos mesmos tenham sido entregues em setembro. Ao contrário das temporadas anteriores, desta vez os roteiros de todos os episódios foram escritos antes do início das filmagens.
O enredo principal da série foi revelado no comunicado publicado no dia 21 de outubro. No dia 30 de outubro, na apresentação das filmagens à mídia, Iván Escobar deu mais detalhes sobre a série, afirmando, entre outras coisas, que os telespectadores veriam nos episódios como foi o reencontro entre Macarena e Zulema após a saída da prisão, bem como seu primeiro roubo.

### Seleção do elenco
No final de julho de 2019, foi anunciado nas redes sociais a contratação dos atores argentinos Ana María Picchio e Lucas Ferraro para a série. A notícia foi oficializada pela FOX España no dia 21 de outubro, por meio do comunicado de imprensa em que anunciava o início das filmagens. Além disso, neste comunicado foram confirmados os nomes dos atores que completaram o elenco, entre eles Itziar Castro, Lisi Linder, Claudia Riera e Isabel Naveira, entre outros. Da mesma forma foi anunciado que Ramiro Blas e Daniel Ortiz, que já participaram de temporadas anteriores de Vis a vis, também estariam na produção. Em 28 de janeiro de 2020, na última semana de filmagens, confirmou a participação especial de Alba Flores na série, interpretando sua personagem de Vis a vis Saray Vargas para se despedir definitivamente da franquia.

### Filmagens
As filmagens da série começaram oficialmente no dia 21 de outubro de 2019 em Madrid, embora na semana anterior, especificamente no dia 17 de outubro, os close-ups já tivessem sido gravados. Depois de filmar por um mês cenas externas como o grande roubo, em novembro as filmagens foram transferidas para Almeria. Desta forma, as gravações dos exteriores do Hotel Oasis ocorreram em Agua Amarga, Cabo de Gata, e também foram filmados no Deserto de Tabernas. Depois de passar três semanas em Almeria, em dezembro voltaram a Madrid para continuarem filmando cenas e cenários nos estúdios da Adisar Media, bem como outros exteriores. Por fim, as filmagens da série foram concluídas na noite de 31 de janeiro de 2020.

## Lançamento
O primeiro episódio estreou em 20 de abril de 2020. A transmissão da série de oito partes terminou em 8 de junho de 2020.

## Prêmios e indicações
| Ano  | Premiação               | Categoria                 | Nomeado(s)      | Resultado | Ref.   |
| ---- | ----------------------- | ------------------------- | --------------- | --------- | ------ |
| 2020 | Premios Iris            | Melhor Atriz              | Najwa Nimri     | Pendente  | [ 31 ] |
| 2021 | 71º Fotogramas de Plata | Melhor Atriz de Televisão | Maggie Civantos | Indicado  | [ 32 ] |